# 츠지 노조미
츠지 노조미(辻希美, 1987년 6월 17일 ~ )는 일본의 아이돌 가수, 여배우. 소속 사무소는 YU-M 엔터테인먼트. 업프런트 크리에이트(업프런트 그룹)(업무 제휴). 전 헬로! 프로젝트의 멤버. 2000년에 이시카와 리카, 요시자와 히토미, 카고 아이와 함께 일본의 여성 아이돌 그룹 전 모닝구무스메의 4기 멤버로 가입했다. 일본 도쿄도 이타바시구 출신이다. 애칭은 노노(のの), 논(のん), 츠지짱(辻ちゃん), 노노탕(ののたん), 논짱(のんちゃん), 쓰-지-(つーじー) 등이 있다.

## 개략
2000년 4월 1일, 12세의 나이로 "모닝구무스메 제3회 추가 오디션"에 합격해 모닝구무스메 4기 멤버가 되었고, 5월 17일에 모닝구무스메 9번째 싱글 〈ハッピーサマーウェディング (해피 섬머 웨딩)〉으로 데뷔했다. 그해 7월에는 야구치 마리, 카고 아이와 함께 키 150cm 이하의 유닛 미니모니를 결성하여 활동하기 시작했다(10월에 코코넛무스메의 미카가 가입하여 4인 체제가 되었다). 다음해 1월에 나온 미니모니의 데뷔 싱글 〈ミニモニ。ジャンケンぴょん! (미니모니 가위 바위 보!)〉는 76만장의 판매량을 기록하기도 했다.
모닝구무스메 활동 중 싱글 곡의 메인 멤버를 맡은 적이 없었던 그녀는 모닝구무스메보다는 유닛 미니모니에서 더 큰 활약을 펼쳤다. 같은 4기 멤버 카고 아이와 함께 쌍둥이 이미지의 콤비로 활동했는데, 두 사람은 2004년 유닛 W를 결성하고 그해 5월에 데뷔 싱글 〈恋のバカンス (사랑의 바캉스)〉를 발매했다. W 활동을 위해 8월 1일에 츠지 노조미와 카고 아이는 동시에 모닝구무스메를 졸업했다. 그녀의 모닝구무스메로서의 마지막 싱글은 〈女子かしまし物語 (여자들의 시끌벅적한 이야기)〉이다.
그러나 W로 활동 중이던 2006년 2월, 미성년자였던 카고 아이가 흡연을 했다는 사실이 주간지 "FRIDAY"에 보도되면서 소속사로부터 근신 처분을 당하고, 따라서 W의 활동도 중지되었다. 그로부터 1년 뒤 카고 아이의 흡연 사실이 다시 주간지 "주간현대"에 보도되어 결국 카고 아이는 소속사로부터 계약 해지를 통보받았고, W도 사실상 해체되었다.
2006년 4월 8일 ~ 5월 7일, 비유덴과 함께 하로☆프로 파티 2006 ~고토 마키 캡틴 공연 투어 참가.
이후 혼자 남은 츠지 노조미는 솔로 활동을 시작해, 2007년 4월 1일부터 애니메이션 《로비와 케로비》의 "아테나" 역으로 목소리 출연하였고, 주제가인 싱글 〈ここにいるぜぇ! (여기에 있어!)〉를 발매했다. 이 곡은 모닝구무스메가 2002년 10월 30일 발매한 동명의 노래를 리메이크한 것이다. 또, 그녀는 4월 24일에 갸루소네, 토키토 아미와 함께 유닛 갸루루로 활동한다고 발표했고, 이시카와 리카와 공연에도 함께 출연하는 등 활발한 활동을 하기 위한 날개짓을 시작했다.
하지만 급성 위장염으로 인해 공연을 그만두었고, 그녀 대신 동기 요시자와 히토미가 맡게 되었다. 5월 8일에는 스포츠 신문에 그녀가 임신 9주째라는 것과, 상대가 배우 스기우라 타이요라는 것이 보도되었다. 기자 회견에 따르면 2007년 3월 츠지에게 프로포즈했고, 결혼을 전제로 교제하다가, 급성 위장염을 진찰하던 중 임신 사실을 알게 되었다고 밝혔다. 임신으로 인해 그녀의 새 유닛 갸루루 활동은 무산되었고, 모닝구무스메 1기 멤버 아베 나츠미의 동생 아베 아사미가 그녀 대신 갸루루에 가입했다. 그녀는 이후 활동을 중단하였으며, 6월 21일에 혼인 신고서를 제출하여 모닝구무스메의 멤버 중 이시구로 아야와 이치이 사야카에 이어 세 번째로 결혼하였다. 그리고 11월, 소속사는 그녀가 노아(希空)라는 이름의 여자 아이를 출산하였다는 소식을 발표했다.
최근 블로그에서는 아이를 다섯 명 이상 낳고 싶다고도 말했다.
2009년 1월 31일, 헬로! 프로젝트 결정! 하로☆프로 어워드 콘서트로 복귀했으며, 3월 31일, 헬로! 프로젝트를 졸업했다. 다음 달부터 신팬클럽 M-line club에 소속된다.
그리고 그녀는 지금 육아에 전념하는 중이다.
2010년 12월 26일, 둘째 아들 세이아(青空)를 출산하였다.
2020년 11월 2일, YU-M 엔터테인먼트와 업무 제휴를 발표.

## 발매 음반

### 싱글
- 〈ここにいるぜぇ!〉 [여기에 있어!] (2007년 5월 16일)
  - "アテナ (唄:辻希美)"라는 이름으로 발매함.

### 커버 앨범
- 〈みんなハッピー! ママのうた〉 [모두 해피! 마마의 노래] (2010년 11월 24일)

## 발매 서적

### 사진집
- 〈辻加護〉[츠지카고] (2002년 5월 22일, 와니북스) ISBN 978-4-8470-2710-9
- 〈のの♥〉[노노♥] (2003년 11월 10일, 와니북스) ISBN 978-4-8470-2782-6
- 〈のんの19〉[논노19] (2006년 11월 18일, 다케쇼보) ISBN 978-4-8124-2953-2

### 그 외
- 〈U+U=W〉 (2004년 12월 4일, 다케쇼보) ISBN 978-4-8124-1947-2
- 〈辻ちゃんのリボンDays〉 [츠지짱의 리본 Days] (2009년 10월 10일, 와니북스) ISBN 978-4-8470-1878-7
- 〈辻ちゃんのウマかわゴハン〉 [츠지짱의 말이나 원밥] (2009년 11월 6일, 아스콤) ISBN 978-4-7762-0567-8
- 〈のんピース 辻ちゃんの日々スマイル〉 [논피스 츠지짱의 날들 스마일] (2009년 11월 20일, 주부와 생활사)　ISBN 978-4-391-13847-4
- 〈辻ちゃん×キティちゃん HAPPY LIFE〉 [츠지짱×키티짱 HAPPY LIFE] (2010년 6월 17일, 세이시샤) ISBN 978-4-903853-81-9
- 〈辻ちゃんのウマかわゴハン2〉 [츠지짱의 말이나 원밥 2] (2010년 9월 17일, 아스콤) ISBN 978-4-7762-0631-6
- 〈のんちゃんぷる -mother-〉 [츠지짱풀 -mother-] (2011년 6월 17일, 고단샤) ISBN 978-4-06-314679-0

## 같이 보기
- 헬로! 프로젝트
- M-라인 클럽